# European Sevens Championship Femenino 2006
El European Sevens Championship Femenino de 2006 fue la cuarta edición del campeonato de selecciones nacionales femeninas europeas de rugby 7.

## Fase de grupos

### Grupo A
| Equipo     | Encuentros | Encuentros | Encuentros | Encuentros | Tantos  | Tantos    | Tantos     | Puntos |
| Equipo     | jugados    | ganados    | empatados  | perdidos   | a favor | en contra | diferencia | Puntos |
| ---------- | ---------- | ---------- | ---------- | ---------- | ------- | --------- | ---------- | ------ |
| Inglaterra | 3          | 3          | 0          | 0          | 95      | 0         | +95        | 9      |
| Gales      | 3          | 2          | 0          | 1          | 52      | 7         | +45        | 7      |
| Alemania   | 3          | 1          | 0          | 2          | 24      | 61        | -37        | 5      |
| Suiza      | 3          | 0          | 0          | 3          | 0       | 103       | -103       | 3      |

### Grupo B
| Equipo          | Encuentros | Encuentros | Encuentros | Encuentros | Tantos  | Tantos    | Tantos     | Puntos |
| Equipo          | jugados    | ganados    | empatados  | perdidos   | a favor | en contra | diferencia | Puntos |
| --------------- | ---------- | ---------- | ---------- | ---------- | ------- | --------- | ---------- | ------ |
| España          | 3          | 3          | 0          | 0          | 81      | 0         | +81        | 9      |
| Portugal        | 3          | 2          | 0          | 1          | 29      | 12        | +17        | 7      |
| Italia          | 3          | 1          | 0          | 2          | 19      | 48        | -29        | 5      |
| República Checa | 3          | 0          | 0          | 3          | 0       | 69        | -69        | 3      |

### Grupo C
| Equipo       | Encuentros | Encuentros | Encuentros | Encuentros | Tantos  | Tantos    | Tantos     | Puntos |
| Equipo       | jugados    | ganados    | empatados  | perdidos   | a favor | en contra | diferencia | Puntos |
| ------------ | ---------- | ---------- | ---------- | ---------- | ------- | --------- | ---------- | ------ |
| Países Bajos | 3          | 3          | 0          | 0          | 83      | 5         | +78        | 9      |
| Francia      | 3          | 2          | 0          | 1          | 55      | 21        | +34        | 7      |
| Lituania     | 3          | 1          | 0          | 2          | 35      | 51        | -16        | 5      |
| Bélgica      | 3          | 0          | 0          | 3          | 0       | 96        | -96        | 3      |

### Grupo D
| Equipo  | Encuentros | Encuentros | Encuentros | Encuentros | Tantos  | Tantos    | Tantos     | Puntos |
| Equipo  | jugados    | ganados    | empatados  | perdidos   | a favor | en contra | diferencia | Puntos |
| ------- | ---------- | ---------- | ---------- | ---------- | ------- | --------- | ---------- | ------ |
| Irlanda | 3          | 3          | 0          | 0          | 49      | 0         | +49        | 9      |
| Suecia  | 3          | 2          | 0          | 1          | 53      | 5         | +48        | 7      |
| Rusia   | 3          | 1          | 0          | 2          | 22      | 39        | -17        | 5      |
| Noruega | 3          | 0          | 0          | 3          | 0       | 80        | -80        | 3      |

## Fase Final

#### Copa de oro
|  | Cuartos de final | Cuartos de final | Cuartos de final |              |            | Semifinales | Semifinales | Semifinales |              |              | Copa         | Copa         | Copa |  |
|  |                  |                  |                  |              |            |             |             |             |              |              |              |              |      |  |
|  |                  |                  |                  |              |            |             |             |             |              |              |              |              |      |  |
|  | Gales            | Gales            | 10               |              |            |             |             |             |              |              |              |              |      |  |
|  | Gales            | Gales            | 10               |              |            |             |             |             |              |              |              |              |      |  |
|  | España           | España           | 3                |              |            |             |             |             |              |              |              |              |      |  |
|  | España           | España           | 3                |              | Gales      | Gales       | 29          |             |              |              |              |              |      |  |
|  |                  |                  |                  |              | Gales      | Gales       | 29          |             |              |              |              |              |      |  |
|  |                  |                  | Países Bajos     | Países Bajos | 0          |             |             |             |              |              |              |              |      |  |
|  | Países Bajos     | Países Bajos     | Países Bajos     | Países Bajos | 0          | 17          |             |             |              |              |              |              |      |  |
|  | Países Bajos     | Países Bajos     |                  |              |            |             |             |             |              |              |              |              |      |  |
|  | Suecia           | Suecia           | 12               |              |            |             |             |             |              |              |              |              |      |  |
|  | Suecia           | Suecia           | 12               |              |            |             |             |             |              | Gales        | Gales        | 10           |      |  |
|  |                  |                  |                  |              |            |             |             |             |              | Gales        | Gales        | 10           |      |  |
|  |                  |                  | Inglaterra       | Inglaterra   | 7          |             |             |             |              |              |              |              |      |  |
|  | Inglaterra       | Inglaterra       | Inglaterra       | Inglaterra   | 7          | 22          |             |             |              |              |              |              |      |  |
|  | Inglaterra       | Inglaterra       |                  |              |            |             |             |             |              |              |              |              |      |  |
|  | Portugal         | Portugal         | 0                |              |            |             |             |             |              |              |              |              |      |  |
|  | Portugal         | Portugal         | 0                |              | Inglaterra | Inglaterra  | 21          |             |              | Tercer lugar | Tercer lugar | Tercer lugar |      |  |
|  |                  |                  |                  |              | Inglaterra | Inglaterra  | 21          |             |              | Tercer lugar | Tercer lugar | Tercer lugar |      |  |
|  |                  |                  | Irlanda          | Irlanda      | 0          |             |             |             |              |              |              |              |      |  |
|  | Irlanda          | Irlanda          | Irlanda          | Irlanda      | 0          | 15          |             |             | Países Bajos | Países Bajos | 10           |              |      |  |
|  | Irlanda          | Irlanda          |                  |              |            |             |             |             | Países Bajos | Países Bajos | 10           |              |      |  |
|  | Francia          | Francia          | 5                |              |            |             |             |             |              |              | Irlanda      | Irlanda      | 0    |  |
|  | Francia          | Francia          | 5                |              |            |             |             |             |              |              | Irlanda      | Irlanda      | 0    |  |
|  |                  |                  |                  |              |            |             |             |             |              |              |              |              |      |  |

| Bandera de Gales |
| Campeón Gales    |
| Primer título    |